# Abdullah Jaber
Abdullah Jaber (1993. február 17. –) palesztin labdarúgó, a Maccabi Bnei Reineh hátvédje.

## Pályafutása

### A válogatottban
2014. május 19-én mutatkozott be a palesztin válogatottban, amikor 1–0 -ra legyőzték Kirgizisztánt a 2015-ös Ázsia-kupa selejtezőn.
Két Ázsia-kupán vett részt: 2015-ben és 2019-ben.